# David Bellugi
David Bellugi (* 5. September 1954 in Rochester, New York; † 7. Juni 2017 in Florenz, Toskana) war ein italoamerikanischer Dirigent, Blockflötist und Hochschullehrer.

## Leben
David Bellugi wurde als Sohn einer deutsch-italienischen Familie in den Vereinigten Staaten geboren. Er studierte an der University of California bei Bernhardt-Ambros Batschelet. Er ergänzte seine Studien bei Antoine Geoffroy-Dechaume in Paris. 1979 ließ Bellugi sich als Dozent für Blockflöte am Conservatorio di Musica Luigi Cherubini in Florenz nieder. Seine Interpretationen wurden unter anderem vom Radio France-Paris, Radio France-Lille, Radio della Svizzera Italiana dokumentiert. Konzertreisen führten ihn nach Australien, Belgien, England, Frankreich, Deutschland, Griechenland, Israel, Kanada, Österreich, Portugal, Russland, Schottland, Spanien, Schweiz und in die Vereinigten Staaten.